# عز الدين حسني
عز الدين حسني (15 يونيو 1927 - 18 أكتوبر 2013) هو ملحن ومغني مصري.

## حياته ونشأته
عز الدين حسني هو ابن الخطاط العربي والكردي الإسلامي  محمد حسني ، وزوجته الأولى امرأة مصرية من الطبقة المتوسطة .  كان أكبر طفل في عائلة كبيرة جدًا. كان لديه ثلاثة إخوة أشقاء (نبيل وفاروق وسامي) وأربع أخوات شقيقات (خديجة وسميرة ونجاة وعفاف)؛ وبعد طلاق والديه، كان لديه ثلاث أخوات غير شقيقات (كوثر وسعاد وصباح) من زواج والده الثاني وثلاثة إخوة غير شقيقين صغار (غاهير وجاسر وجلاء (سميت على اسم الحفل المصري ) بالإضافة إلى ثلاث أخوات غير شقيقات (جيهان وجانجه وجيلي) من زواج والدته الثاني، مما يجعل المجموع ستة عشر شقيقًا.
نشأ في منزل والده في خان الخليلي، وهو حي شعبي نابض بالحياة في وسط القاهرة ، حيث كتب عنه نجيب محفوظ . أصبح منزل والده معروفًا باسم "منزل الفنانين". ونظرًا لسمعة والده كخطاط ومعلم ماهر للخط العربي، فقد كان كبار الفنانين والخطاطين يزورون منزل حسني عادةً. تم رعاية مواهب الأطفال الإبداعية؛ حيث اصطحبهم والدهم إلى المسرح، وزودهم بأفضل المعلمين وعرفهم على فنانين مصريين بارزين آخرين.  أصبح العديد من أطفال حسني فنانين في حد ذاتهم. كان عز الدين حسني موسيقيًا وملحنًا مشهورًا ؛ أصبحت شقيقتاه نجاة الصغيرة وسعاد حسني مغنيتين مشهورتين ظهرتا في العديد من الأفلام العربية، بينما كانت شقيقته الأخرى سميرة ممثلة ثانوية. أصبح شقيقه سامي حسني عازف تشيلو ومصمم مجوهرات وخطاطًا . و اصبح شقيق آخر، فاروق، رسامًا.
في وقت ولادة عز الدين، كانت لوالده محمد حسني صداقة وثيقة مع صانع العود المصري البارز خليل الجوهري، الذي وعده بصنع آلة موسيقية لابنه البكر. وعندما بلغ عز الدين السادسة من عمره، عثر على العود المصنوع خصيصًا له وبدأ في العزف. وسرعان ما أدرك والده موهبة الصبي ووجد له مدرسًا أوصى الصبي بدراسة الكمان لأنه يتمتع بإمكانات أكبر كمهنة. وبعد إكمال تعليمه الثانوي، درس عز الدين في معهد فؤاد للموسيقى حيث أصبح عازف كمان بارعًا للغاية وتعلم أيضًا العزف على آلات أخرى، بما في ذلك البيانو.
عندما كان صبيًا، تأثر بالموسيقي المصري البارز رياض السنباطي الذي كتب العديد من الأغاني للمطربة المصرية المؤثرة أم كلثوم . كان مغرمًا بشكل خاص بلحن سلوى قلبي الذي غنته أم كلثوم واستند في إحدى مؤلفاته المبكرة هلال العيد على هذا اللحن. تم بث اللحن على الهواء مباشرة من حفل موسيقي في دار الحكمة في قصر العيني ولقي استجابة حماسية من المستمعين الذين تعزز تقديرهم بمعرفة أنه كان عمل طفل. بعد سنوات، في سن التاسعة عشرة، دعته أم كلثوم للعزف مع مجموعتها، حيث أتيحت له الفرصة للعزف على الجيتار أمام جمال عبد الناصر ، الذي أشاد بإتقانه للآلة.
قام بتدريس اثنتين من أخواته الأصغر سنًا، نجاة وسعاد ، والموسيقى والغناء ، واستمرت كلتاهما في تحقيق مسيرة بارزة في الموسيقى والسينما.  خلال مسيرة أخته نجاة المبكرة، كان يقوم بجولات منتظمة معها.  تزامنت مسيرة عز الدين وشقيقته نجاة مع فترة وصفت بأنها "العصر الذهبي للموسيقى" حيث سعى الفنانون إلى إحياء الألحان والأغاني المحلية التقليدية.
في سنواته الأخيرة، كتب عز الدين عملاً غير روائي يروي فيه تفاصيل حياة شقيقته الممثلة سعاد حسني ، التي توفيت في لندن عام 2001 في ظروف غامضة. وكان هدف كتابه تصحيح الشائعات التي ظهرت في الصحافة العربية حول الحياة الخاصة لشقيقته وسبب وفاتها المفاجئة. وكانت تعليماته للعائلة أن الكتاب لن ينشر إلا بعد وفاته.

## أعماله
قام بتأليف ألحان لقصائد معروفة، مثل أبيات عبد الرحمن الأبنودي أو إبراهيم رجب . كما كتب العديد من الألحان الأصلية لشقيقتيه نجاة وسعاد وكذلك للعديد من المطربين المصريين الآخرين. كما تعاون مع موسيقيين بارزين مثل محمد عبد المطلب وفريد الأطرش ومحمد عبد الوهاب ومحمد قنديل وعلياء التونسية وغيرهم. وقد وُصف أسلوبه وتأليفه بأنه موسيقى "مصرية أصيلة".
 ومن أشهر مؤلفاته:
- حقك وسامح
- يوم واحد
- لا أزال أريد البقاء على قيد الحياة
- الأسمر في كل مكان (كتبته شادية )
- أنا حرّة (كتبت لهدى سلطان )
- ليلى مقريش (كتبت لليلى مراد )
- أنا مازلت شيئا خاصا بك (كتبت لشقيقته سعاد حسني )
- على حافة جناحك يا باث (كتبها لأخته سعاد حسني )